# Pastorie Martinusparochie
De voormalige pastorie van de Martinusparochie is een rijksmonument in de Rosariumbuurt in de Nederlandse plaats Venlo.
Het pand is rond 1880 gebouwd als pastorie bij de Sint-Martinusbasiliek, in traditionalistische stijl met elementen van neorenaissance. Ernaast ligt op nummer 28 het eveneens rijksbeschermde dekenhuis. De panden maken deel uit van een straatwand met religieuze dienstwoningen van de Sint Martinusparochie.
Anno 2024 biedt het pand onderdak aan een bedrijf in studiebegeleiding.

## Beschrijving
De pastorie, opgebouwd met baksteen en natuursteen, telt twee bouwlagen en een zolderverdieping met zadeldak en wolfsdak met muldenpannen. Daarnaast heeft het pand speklagen in een lichtere tint baksteen. De rechthoekige ramen en deur zijn uitgevoerd in hout en voorzien van bovenlichten. Op het dak bevindt zich een dakkapel met leien dakje en smeedijzeren nokpion. Het rechterdeel van de voorgevel springt enigszins vooruit en loopt uit in een trapgevel, eveneens bekroond met een nokpiron. De deur bevindt zich in de zijgevel van het vooruitspringende rechterdeel.

## Beschermwaardigheid
Het pand heeft cultuurhistorische waarde als onderdeel van de religieuze bebouwing in de straatwand bij de Sint Martinuskerk. Het heeft architectuurhistorische waarde vanwege de bouwstijl en detaillering. Het pand is van historisch stedenbouwkundig belang vanwege de situering in een straatwand met religieuze bebouwing en vanwege de gaafheid, met name van het exterieur en de typologische zeldzaamheid.

## Zie ook

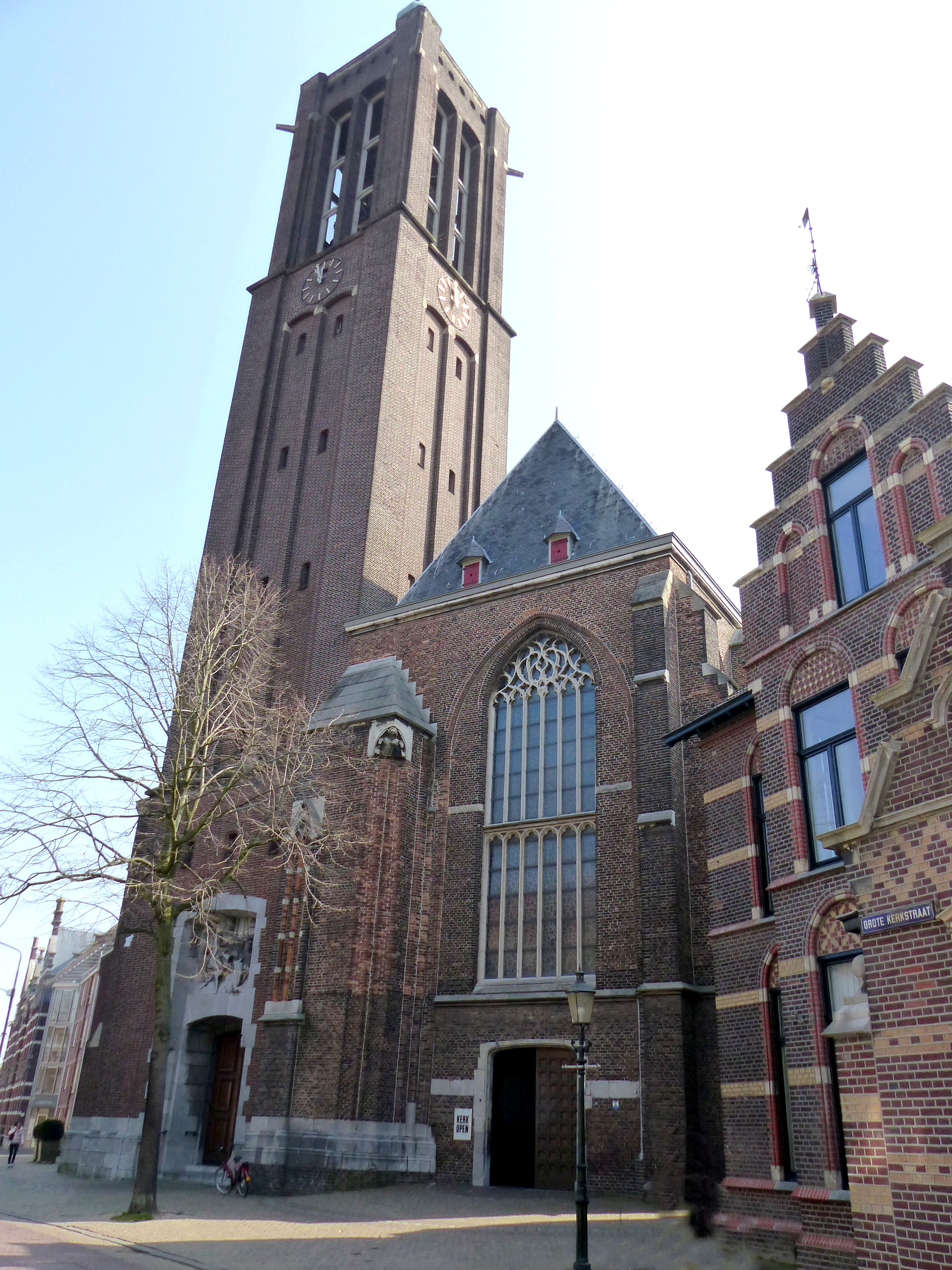
De basiliek, gezien vanuit het westen, met rechts de pastorie en een deel van het dekenhuis